# Taller in More Ways
Taller in More Ways — четвёртый студийный альбом британской поп-группы Sugababes, вышедший в Великобритании в октябре 2005 года на лейбле Island Records.
Альбому предшествовали его главный сингл «Push the Button», который достиг вершины UK Singles Chart, и второй сингл «Ugly», который также добился коммерческого успеха. Основательница группы Матиа Буэна покинула Sugababes в декабре 2005 года и была заменена Амель Берраба. В результате Taller in More Ways был переиздан в марте 2006 года с добавлением новой песни «Now You’re Gone» и трех перезаписанных треков с вокалом Беррабы: «Gotta Be You», «Follow Me Home» и «Red Dress», причем «Red Dress» и «Follow Me Home» стали третьим и четвертым синглами с Taller in More Ways соответственно.
После выпуска Taller in More Ways получил в целом благоприятные отзывы музыкальных критиков. Он возглавил UK Albums Chart, став первым альбомом группы, возглавившим национальный чарт, и был сертифицирован Британской ассоциацией производителей фонограмм (BPI) как дважды платиновый. Кроме того, он вошел в десятку лучших в Ирландии, Швейцарии, Нидерландах и Австрии. Для продвижения альбома группа отправилась в тур Taller in More Ways в 2006 году.

## Список композиций
| №   | Название           | Автор(ы) | Продюсер          | Длительность |
| --- | ------------------ | --- | ----------------- | ------------ |
| 1.  | «Push the Button»  | Кейша Бьюкенен Матиа Буэна Хайди Рэйндж Даллас Остин                                                        | Остин             | 3:39         |
| 2.  | «Gotta Be You»     | Кристофер Стюарт Penelope Magnet Terius Nash                                                                | Остин             | 3:40         |
| 3.  | «Follow Me Home»   | Бьюкенен Буэна Рэйндж Jony Lipsey Karen Poole Jeremy Shaw                                                   | Джонни Рокстар    | 3:58         |
| 4.  | «Joy Division»     | Бьюкенен Буэна Рэйндж Lipsey Кэмерон МакВи                                                                  | Рокстар           | 3:59         |
| 5.  | «Red Dress»        | Бьюкенен Буэна Рэйндж Brian Higgins Miranda Cooper Tim Powell Nick Coler Shawn Lee Lisa Cowling Bob Bradley | Higgins Xenomania | 3:38         |
| 6.  | «Ugly»             | Остин | Остин             | 3:51         |
| 7.  | «It Ain't Easy»    | Остин | Остин             | 3:05         |
| 8.  | «Bruised»          | Бьюкенен Буэна Рэйндж Guy Sigsworth Cathy Dennis                                                            | Sigsworth         | 3:04         |
| 9.  | «Obsession»        | Holly Knight Michael Des Barres                                                                             | Остин             | 3:52         |
| 10. | «Ace Reject»       | Бьюкенен Буэна Рэйндж Cooper Higgins Powell                                                                 | Higgins Xenomania | 4:15         |
| 11. | «Better» (UK only) | Бьюкенен Буэна Рэйндж Peter Biker Karsten Dahlgaard Colin Thrope                                            | Biker Delgardo    | 3:44         |
| 12. | «2 Hearts»         | Бьюкенен Буэна Рэйндж Lipsey МакВи                                                                          | Рокстар           | 4:52         |

| №   | Название          | Автор(ы)                                                            | Продюсер      | Длительность |
| --- | ----------------- | ------------------------------------------------------------------- | ------------- | ------------ |
| 13. | «Now You’re Gone» | Амель Берраба Бьюкенен Рэйндж Pete Kirtley Tim Hawes Niara Scarlett | Kirtley Hawes | 3:55         |

Примечание
- После ухода Буэны из группы треки «Gotta Be You», «Follow Me Home» и «Red Dress» на переиздании 2006 года были перезаписаны с вокалом новой участницей Амель Беррабы и краткими различиями в музыкальной аранжировке. Эксклюзивный трек переиздания «Now You’re Gone» также включает вокал Беррабы.

## Участники записи
- Кейша Бьюкенен
- Хайди Рэйндж
- Матиа Буэна
- Амель Берраба

## Позиции в хит-парадах
| Чарт (2005)                      | Позиция |
| -------------------------------- | ------- |
| Australian Albums (ARIA)         | 67      |
| Австрия (Ö3 Austria)             | 5       |
| Бельгия/Фландрия (Ultratop)      | 36      |
| Дания (Hitlisten)                | 32      |
| Нидерланды (Album Top 100)       | 10      |
| European Albums (Billboard)      | 5       |
| Германия (Offizielle Top 100)    | 11      |
| Ирландия (IRMA)                  | 7       |
| Новая Зеландия (RMNZ)            | 16      |
| Норвегия (VG-lista)              | 30      |
| Швеция (Sverigetopplistan)       | 23      |
| Швейцария (Schweizer Hitparade)  | 6       |
| Великобритания (UK Albums Chart) | 1       |

| Чарт (2005)     | Позиция |
| --------------- | ------- |
| UK Albums (OCC) | 22      |
| Чарт (2006)     | Позиция |
| UK Albums (OCC) | 87      |